# Bianca (film)
Bianca è un film del 1984 diretto ed interpretato da Nanni Moretti. Nella storia si intrecciano drammi psicologici e sentimentalismo, insieme al filo poliziesco.

## Trama
Michele Apicella, un giovane professore di matematica, si stabilisce nella sua nuova casa romana e fa conoscenza con i suoi vicini: Massimiliano e Aurora, una giovane coppia alle prese con i problemi di tutti i giorni, e Siro, un anziano signore amante delle giovani donne e della bella vita.
Michele vive solo ed è pieno di manie e di fobie: igienista all'eccesso, perfezionista, osservatore quasi ossessivo della realtà e della gente che gli sta intorno, scrutatore della vita altrui che giudica persino dalle scarpe. La scuola dove va ad insegnare è la "Marilyn Monroe", surreale istituto sperimentale formato da allievi studiosissimi e dal comportamento irreprensibile, dotato di bar, pista elettrica, flipper e slot machine per i professori, dove la foto del Presidente della Repubblica è sostituita con quella di Dino Zoff e i professori tengono lezioni su Gino Paoli e hanno uno psicologo a disposizione.
Nelle ore libere Michele si dedica alla sua passione, l'osservazione dei comportamenti dei propri amici, specialmente delle coppie: una sorta di ossessiva indagine di cui riporta i risultati su schede conservate in un archivio. Michele controlla la vita degli altri così come controlla il mondo intero, nel tentativo di riportarlo a quello che ritiene essere l'ordine corretto.
Michele è ossessionato dalla vita di coppia, che idealizza: esige che le coppie siano felici, contente e innamorate, capaci di raggiungere una perfezione matematica, 1 + 1. Stretto tra i muri di questo calcolo matematico, non comprende le necessità altrui e reagisce con violenza, come con le povere piante del suo terrazzo che muoiono nonostante le cure e accortezze.
Nel frattempo avvengono strani omicidi nei quali vengono coinvolti alcuni suoi amici e vicini di casa e il commissario incaricato delle indagini inizia a interessarsi del professore, il quale accentua i suoi comportamenti nevrotici e ossessivi. Michele inizia una relazione sentimentale con Bianca, la nuova insegnante di francese della scuola ma, come afferma lui stesso, «non è abituato alla felicità» e, per timore del disordine che potrebbe sconvolgergli la vita, decide di mettere fine alla relazione.

## Incassi
Bianca si collocò al ventiseiesimo posto tra i film di maggiore incasso nella stagione 1983-1984.

## Colonna sonora
- Insieme a te non ci sto più, cantata da Caterina Caselli, musica di Paolo Conte e Michele Virano, testo di Vito Pallavicini. Il brano è stato utilizzato anche in un altro film diretto da Nanni Moretti, La stanza del figlio del 2001;
- Il cielo in una stanza composta e cantata da Gino Paoli;
- Dieci ragazze composta e cantata da Lucio Battisti;
- Scalo a Grado, composta e cantata da Franco Battiato.

## Riconoscimenti
- 1984 - David di Donatello
  - Candidatura Migliore attrice protagonista a Laura Morante
  - Candidatura Migliore attore protagonista a Nanni Moretti
  - Candidatura Migliore sceneggiatura a Nanni Moretti e Sandro Petraglia
- 1984 - Nastro d'argento
  - Candidatura Regista del miglior film a Nanni Moretti